# Futebol pela Amizade
Futebol pela Amizade (em russo: ФУТБОЛ ДЛЯ ДРУЖБЫ) é um programa social infantil internacional implementado pela PJSC Gazprom. O programa tem como objetivo cultivar nas gerações mais jovens valores importantes e o interesse por um estilo de vida saudável, através do futebol. No âmbito do programa, jogadores de futebol na faixa etária dos 12 anos e de diferentes países participam num fórum infantil internacional anual, a Taça do Mundo de "Futebol pela Amizade", o Dia Internacional do Futebol e da Amizade.
O organizador global do programa é o AGT Communications Group (Rússia).

## História

### Futebol pela Amizade 2013
O primeiro fórum infantil internacional Futebol pela Amizade foi realizado em 25 de maio de 2013, em Londres. Participaram 670 crianças de 8 países: da Bulgária, passando pela Grã-Bretanha, Alemanha, Hungria, Rússia, Sérvia e Eslovénia. A Rússia foi representada por 11 equipas de futebol provenientes de 11 cidades russas que receberão os jogos do Campeonato do Mundo FIFA 2018. As equipas de juniores do Zenit, Chelsea, Schalke 04, Crvena Zvezda, vencedores do dia do desporto infantil da Gazprom, assim como os vencedores do Festival de Fakel também parciparam do fórum.
Durante o fórum, as crianças falaram com o seus pares de outros países e com jogadores de futebol famosos, além de assistirem à final da Taça da Liga dos Campeões da UEFA 2012/2013 no Estádio de Wembley.
O resultado do fórum foi uma carta aberta na qual as crianças formularam oito valores do programa: amizade, igualdade, justiça, saúde, paz, lealdade, vitória e tradições. Posteriormente, a carta foi enviada aos dirigentes da UEFA, FIFA e COI. Em setembro de 2013, durante uma reunião com Vladmir Putin e  Vitaly Mutko, Sepp Blatter confirmou a receção da carta e declarou estar preparado para apoiar o programa Futebol pela Amizade.[carece de fontes?]

### Futebol pela Amizade 2014
A segunda edição do programa Futebol pela Amizade foi realizada em Lisboa, entre 23 e 25 de maio de 2014 e contou com a participação de mais de 450 adolescentes de 16 países: Bielorrússia, Bulgária, Reino Unido, Hungria, Alemanha, Itália, Holanda, Polónia, Portugal, Rússia, Sérvia, Eslovénia, Turquia, Ucrânia, França e Croácia. Os jovens jogadores de futebol participaram no fórum internacional Futebol pela Amizade, num torneio de futebol de rua e assistiram à final da Taça da Liga dos Campeões UEFA 2013/2014. O vencedor do Torneio Internacional de Futebol de Rua em 2014 foi a equipa de juniores do Benfica (Portugal).
O resultado da segunda edição do programa foi a eleição de um líder do movimento Futebol pela Amizade. O eleito foi Felipe Suarez, de Portugal. Em junho de 2014, como líder do movimento, Felipe visitou o nono torneio internacional de futebol juvenil em memória de Yuri Andreyevich Morozov.

### Futebol pela Amizade 2015
A terceira edição do programa social internacional Futebol pela Amizade foi realizado em junho de 2015 em Berlim. Os jovens participantes do continente asiático, crianças de equipas de futebol do Japão, China e Cazaquistão - participaram no programa pela primeira vez. Ao todo, participaram na terceira edição 24 equipas de juvenis de 24 clubes de futebol de 24 países.
Os jovens jogadores conversaram com os seus pares de outros países e estrelas do mundo do futebol, incluindo o embaixador global do programa, Franz Beckenbauer, além de participarem no torneio internacional de futebol de rua entre as equipas de juniores. O vencedor do Torneio Internacional de Futebol de Rua em 2015 foi a equipa de juniores do Rapid (Áustria).
Os eventos da terceira edição do programa Futebol pela Amizade foram transmitidos por 200 jornalistas das principais publicações de todo o mundo, assim como por 24 jovens repórteres da Europa e Ásia, membros do Centro de Imprensa Infantil Internacional. A edição de 2015 culminou com a cerimónia de entrega dos prémios da Taça dos Nove Valores, ganha pela equipa do Clube de Futebol de Barcelona (Espanha). O vencedor foi escolhido pelas crianças que, na véspera do Fórum, participaram na votação global ocorrida em todos os 24 países participantes.
No final do fórum, todos os participantes seguiram a tradição de participar na final da Taça da Liga dos Campeões UEFA 2014/2015 no Estádio Olímpico de Berlim.

### Futebol pela Amizade 2016
O pontapé de saída do Programa Social Infantil Futebol pela Amizade em 2016 foi dado em parte por uma conferência de imprensa Online, realizada em 24 de março em Munique, com a participação do embaixador global do programa, Frankz Beckenbauer.
Na sua quarta edição, o programa contou com 8 novas equipas do Azerbaijão, Argélia, Arménia, Argentina, Brasil, Vietname, Quirguistão e Síria, atingindo um total de 32 países participantes.
Em 5 de abril de 2016, iniciou-se a votação para o único troféu disputado, a Taça dos "Nove Valores". Fãs de todo o mundo participaram na escolha do vencedor, mas a decisão final coube aos participantes votantes do Futebol pela Amizade, por meio de uma votação. A Taça foi conquistada pela equipa do Bayern de Munique (Alemanha). Os participantes no Futebol pela Amizade salientaram as atividades dos clubes no sentido de pretsraem apoio a crianças com, necessidades especiais, assim como iniciativas para fornecer tratamento a crianças de diferentes países e ajudar os necessitados.
O quarto fórum infantil internacional Futebol pela Amizade e o jogo final do torneio internacional de futebol de rua infantil ocorreu entre 27 e 28 de maio de 2016, em Milão. O vencedor do torneio foi a equipa do Maribor (Eslovénia). No final do fórum, todos os participantes respeitaram a tradição de participar na final da Taça da liga dos Campeões UEFA. Os eventos do Fórum foram cobertos por mais de 200 jornalistas dos principais meios de imprensa a nível mundial, assim como pelo Centro de Imprensa Infantil Internacional, que incluiu jovens jornalistas dos países participantes.
Jovens jogadores do clube sírio Al-Wahda participaram na quarta edição do Futebol pela Amizade, um facto sem precedentes. A inclusão da equipa síria entre os participantes no programa e a visita de crianças sírias aos eventos em Milão constituiu um passo importante na direção da superação do isolamento humanitário no país. O editorial desportivo em árabe do canal de televisão internacional Russia Today, com apoio da Federação Síria de Futebol, realizou um documentário intitulado "Três dias sem guerra", sobre as crianças participantes no projeto. No dia 14 de setembro de 2016, mais de 7 mil pessoas assistiram à estreia do filme em Damasco.

### Futebol pela Amizade 2017
O local de realização do projeto social infantil internacional Futebol pela Amizade em 2017 foi São Petesburgo (Rússia) e os eventos de encerramento foram realizados entre os dias 26 de junho e 3 de julho.
Em 2017, o número de países participantes aumentou de 32 para 64. Pela primeira vez, o programa Futebol pela Amizade contou com a participação de crianças do México e dos Estados Unidos. Assim, o projeto passou a reunir jovens jogadores de cinco continentes: África, Europa, Ásia, América do Norte e América do Sul.
Na quinta edição, o programa foi implementado de acordo com um novo conceito: foi escolhido um jovem jogador de futebol de cada país para representá-lo. Os jogadores foram reunidos em oito Equipas da Amizade internacionais, compostas por rapazes e raparigas de 12 anos, incluindo crianças com necessidades especiais.
No decurso do sorteio, foram determinadas a composição nacional das equipas e as posições de jogo dos representantes dos países participantes. O sorteio foi realizado via conferência pela Internet. À frente das oito Equipas da Amizade encontravam-se jovens treinadores: Rene Lampert (Eslovénia), Stefan Maksimovich (Sérvia), Brandon Shabani (Reino Unido), Charlie Sui (China), Anatoly Chentuloyev (Rússia), Bogdan Krolevetsky (Rússia), Anton Ivanov (Rússia), Emma Henschen (Holanda). Lilya Matsumoto (Japão), representante do Centro de Imprensa Internacional do Futebol pela Amizade também participou no sorteio.
O vencedor da Taça do Mundo de Futebol pela Amizade 2017 foi a "equipa laranja", que contou com um jovem treinador e jovens jogadores de nove países: Rene Lampert (Eslovénia), Hong Jun Marvin Tue (Singapura), Paul Puig I Montana (Espanha), Gabriel Mendoza (Bolívia), Ravan Kazimov (Azerbaijão), Khrisimir Stanimirov Stanchev (Bulgária), Ivan Agustin Casco (Argentina), Roman Horak (República Checa), Hamzah Yusuf Nuri Alhavvat (Líbia).
O fórum internacional infantil Futebol pela Amizade contou com a participação de Viktor Zubkov (presidente do conselho administrativo da PJSC Gazprom), Fatma Samura (secretária geral da FIFA), Philippe Le Flock (diretor geral comercial da FIFA), Giulio Baptista (jogador de futebol brasileiro), Ivan Zamorano (atacante chileno), Alexander Kerzhakov (jogador de futebol russo) e outros convidados, que incentivaram à promoção de valores humanos fundamentais entre a geração mais jovem.
Em 2017, o projetou reuniu 600 mil pessoas e mais de 1 000 crianças e adultos de 64 países, que participaram nos eventos de encerramento em São Petesburgo.

### Futebol pela Amizade 2018
Em 2018, ficou decidido que a sexta edição do Futebol pela Amizade seria realizada de 15 de fevereiro a 15 de junho na Rússia. Os participantes no programa incluem jovens jogadores de futebol e jornalistas em representação de 211 países e regiões do mundo. O início oficial do programa para 2018 teve lugar no sorteio público do Futebol pela Amizade ao vivo, com os resultados a levar à formação de 32 equipas de futebol internacionais, as Equipas da Amizade.

Uma nova parte do programa Futebol pela Amizade foi a inclusão da missão ambiental em 2018. As Equipas da Amizade foram batizados com nomes de espécies de animais raras e em perigo de extinção:
African Elephant
Komodo Dragon
Kipunji
Big Turtle
Dama Gazelle
Cheetah
Rhinoceros
Angel Shark
Polar Bear
Lemur
Grizzly Bear
Whale Shark
Three-Toed Sloth
King Cobra
Chimpanzee
Gharial
Western Gorilla
Imperial Woodpecker
Saiga
Blond Capuchin
Koala
Siberian Tiger
Grévy's Zebra
Orangutan
Giant Panda
Magellanic Penguin
Rothschild's Giraffe
Humpback Whale
African Wild Dog
Lion
Hippopotamus
Galápagos Sea Lion
Principais eventos do programa em 2018: Estafeta da Amizade  (realizada de 16 de fevereiro a 25 de abril em 211 países e regiões participantes no programa), Dia Internacional do Futebol e da Amizade (25 de abril), Acampamento Internacional da Amizade, Campeonato Mundial do Futebol pela Amizade e Fórum Internacional Infantil do Futebol pela Amizade.
Países e regiões participantes no programa Futebol pela Amizade em 2018:
1.	Governo da Austrália
2.	República da Áustria
3.	República do Azerbaijão
4.	República Democrática da Argélia
5.	Ilhas Virgens dos Estados Unidos
6.	Samoa Americana
7.	Anguilha
8.	Antígua e Barbuda
9.	República Árabe do Egito
10.	República da Argentina
11.	Aruba
12.	Barbados
13.	Belize
14.	Ilhas Bermudas
15.	República Bolivariana da Venezuela
16.	Bósnia e Herzegovina
17.	Ilhas Virgens Britânicas
18.	Burquina Faso
19.	Luxemburgo
20.	Hungria
21.	República do Uruguai
22.	República do Gabão
23.	República da Guiné
24.	Gibraltar
25.	Brunei Darussalam
26.	Estado de Israel
27.	Estado do Qatar
28.	Estado do Koweit
29.	Estado da Líbia
30.	Estado da Palestina
31.	Granada
32.	Grécia
33.	Geórgia
34.	República Democrática de Timor-Leste
35.	República Democrática do Congo
36.	República Democrática de São Tomé e Príncipe
37.	República Democrática Socialista do Sri Lanka
38.	República Dominicana
39.	Reino Hachemita da Jordânia
40.	República Islâmica do Afeganistão
41.	República Islâmica do Irão
42.	República Islâmica da Mauritânia
43.	República da Itália
44.	República do Iémen
45.	Ilhas Caimão
46.	Canadá
47.	República Popular da China
48.	Taiwan
49.	Principado de Andorra
50.	Principado do Listenstaine
51.	República Cooperativa da Guiana
52.	República Democrática Popular da Coreia
53.	Reino do Barém
54.	Reino da Bélgica
55.	Reino do Butão
56.	Reino da Dinamarca
57.	Reino da Espanha
58.	Reino do Camboja
59.	Reino do Lesoto
60.	Reino de Marrocos
61.	Reino da Holanda
62.	Reino da Noruega
63.	Reino da Arábia Saudita
64.	Reino da Suazilândia
65.	Reino da Tailândia
66.	Reino de Tonga
67.	Reino da Suécia
68.	Quirguistão
69.	Curaçao
70.	República Democrática Popular do Laos
71.	República da Letónia
72.	Líbano
73.	República da Lituânia
74.	Malásia
75.	República das Maldivas
76.	Estados Unidos Mexicanos
77.	Estado Plurinacional da Bolívia
78.	Mongólia
79.	Monserrate
80.	República Popular do Bangladeche
81.	Estado Independente da Papua-Nova Guiné
82.	Estado Independente de Samoa
83.	Nova Zelândia
84.	Nova Caledónia
85.	República Unida da Tanzânia
86.	Emirados Unidos Árabes
87.	Ilhas Cook
88.	Ilhas Turcas e Caicos
89.	República da Albânia
90.	República de Angola
91.	República da Arménia
92.	República da Bielorrússia
93.	República do Benim
94.	República da Bulgária
95.	República do Botsuana
96.	República do Burundi
97.	República de Vanuatu
98.	República do Haiti
99.	República da Gâmbia
100.	República do Gana
101.	República da Guatemala
102.	República da Guiné-Bissau
103.	República das Honduras
104.	República do Jibuti
105.	República da Zâmbia
106.	República do Zimbabué
107.	República da Índia
108.	República da Indonésia
109.	República do Iraque
110.	República da Irlanda
111.	Islândia
112.	República do Cazaquistão
113.	República do Quénia
114.	República de Chipre
115.	República da Colômbia
116.	República do Congo
117.	República da Coreia
118.	República do Kosovo
119.	República da Costa Rica
120.	República da Costa do Marfim
121.	República de Cuba
122.	República da Libéria
123.	República da Maurícia
124.	República de Madagáscar
125.	República da Macedónia
126.	República do Maláui
127.	República do Mali
128.	República de Malta
129.	República de Moçambique
130.	República da Moldávia
131.	República da Namíbia
132.	República do Níger
133.	República da Nicarágua
134.	República de Cabo Verde
135.	República Islâmica do Paquistão
136.	República do Panamá
137.	República do Paraguai
138.	República do Peru
139.	República da Polónia
140.	Portugal
141.	República do Ruanda
142.	República de São Marinho
143.	República das Seicheles
144.	República do Senegal
145.	República da Sérvia
146.	República de Singapura
147.	República da Eslovénia
148.	Mianmar/Birmânia
149.	República do Sudão
150.	República do Suriname
151.	República da Serra Leoa
152.	República do Tajiquistão
153.	República de Trindade e Tobago
154.	República do Turquemenistão
155.	República do Uganda
156.	República do Usbequistão
157.	República das Fiji
158.	República das Filipinas
159.	República da Croácia
160.	República do Chade
161.	República do Montenegro
162.	República do Chile
163.	República do Equador
164.	República da Guiné Equatorial
165.	República do Salvador
166.	República do Sudão do Sul
167.	República dos Camarões
168.	Federação da Rússia
169.	Roménia
170.	Região Administrativa Especial de Hong Kong da República Popular da China
171.	Estado Livre Associado de Porto Rico
172.	Irlanda do Norte
173.	São Vicente e Granadinas
174.	Santa Lúcia
175.	República Árabe da Síria
176.	República Eslovaca
177.	Comunidade das Baamas
178.	Comunidade da Domínica
179.	Reino Unido da Grã-Bretanha e Irlanda do Norte
180.	Estados Unidos da América
181.	Ilhas Salomão
182.	República Socialista do Vietname
183.	União das Comores
184.	Região Administrativa Especial de Macau da República Popular da China
185.	Sultanato de Omã
186.	Taiti
187.	Território de Guame
188.	República Togolesa
189.	República da Tunísia
190.	República da Turquia
191.	Ucrânia
192.	País de Gales
193.	Ilhas Faroé
194.	República Democrática Federal do Nepal
195.	República Democrática Federal da Etiópia
196.	República Federativa do Brasil
197.	República Federal da Alemanha
198.	República Federal da Nigéria
199.	República Federal da Somália
200.	Federação de São Cristóvão e Neves
201.	República da Finlândia
202.	República da França
203.	República Centro-Africana
204.	República Checa
205.	Confederação Suíça
206.	Escócia
207.	Estado da Eritreia
208.	República da Estónia
209.	República da África do Sul
210.	Jamaica
211.	Japão

### Futebol pela Amizade 2019
No dia 18 de março de 2019 foi dado início à 7ª temporada do Programa Social Infantil Internacional “Futebol pela Amizade”, as atividades finais do Programa decorreram em Madrid entre 28 de maio e 2 de junho.
O Dia Internacional do Futebol e da Amizade foi celebrado no dia 25 de abril em mais de 50 países da Europa, Ásia, África, América do Norte e do Sul. A União de Futebol da Rússia (RFS) também tomou parte em celebrações.
No dia 30 de maio em Madrid teve lugar o Fórum Internacional do Programa Social Infantil da Gazprom “Futebol pela Amizade” de 2019. O Fórum reuniu os experts do mundo inteiro – treinadores de futebol, médicos das equipas infantis, estrelas, jornalistas dos média internacionais principais, representantes das federações e academias internacionais de futebol.
No dia 31 de maio em Madrid foi realizado o treinamento de futebol mais multinacional do mundo. No final do treinamento o “Futebol pela Amizade” recebeu o certificado oficial do GUINNESS WORLD RECORDS®.
No âmbito da 7ª temporada foi criado um Centro de Imprensa Infantil Internacional do “Futebol pela Amizade” composto pelos 32 Jornalistas Jovens da Europa, África, Ásia, América do Norte e do Sul. Os Jornalistas Jovens cobriram os eventos finais do Programa e participaram na elaboração dos materiais junto com os média nacionais e internacionais.
Os participantes da 7ª temporada atribuíram a Copa de Nove Valores (o prémio do Programa Social Infantil da Gazprom “Futebol pela Amizade”) ao clube de futebol “Liverpool”, que tinha sido reconhecido como a equipa mais socialmente responsável.
O ponto culminante da 7ª temporada foi no dia 1 de junho no campo de futebol da UEFA Pitch em Madrid – i.e. o jogo final do Campeonato Mundial do “Futebol pela Amizade”. Segundo os resultados deste, a equipa “Antiguan Snake” empatou a equipa “Tasmanian Devil” 1:1 no tempo regulamentar e depois ganhou no resultado da disputa de penálti vencendo o prémio principal.

### Futebol pela Amizade 2020
As atividades finais da 8ª temporada do “Futebol pela Amizade” decorreram entre 27 de novembro e 9 de dezembro de 2020 no formato online na base da plataforma digital. Mais de 10 000 participantes de mais de 100 países do mundo envolveram-se nos eventos principais.
O simulador online multiutilizador de futebol Football for Friendship World for criado para a 8ª temporada. O Campeonato-Online Mundial do “Futebol pela Amizade” de 2020 foi organizado na base deste simulador. Desde 10 de dezembro de 2020 – Dia Internacional do Futebol – o jogo está disponível a ser descarregado em qualquer lugar do mundo. Os usuários agora têm uma oportunidade de participar em jogos conforme as regras do “Futebol pela Amizade” reunindo-se em equipas internacionais. O jogo multiutilizador está baseado nos valores principais do Programa, tais como a amizade, paz e igualdade.
No dia 27 de novembro foi procedido o sorteio aberto do Campeonato-Online Mundial do “Futebol pela Amizade” de 2020.
Entre 28 de novembro e 6 de dezembro decorreu o Acampamento-Online Internacional da Amizade), que incluiu os programas desportivos, educacionais e os de humanidades para as crianças.
Entre 30 de novembro e 4 de dezembro foram realizadas as sessões do Fórum-Online Internacional do “Futebol pela Amizade”, durante o qual foram apresentados os projetos no âmbito do desenvolvimento do desporto infantil. O júri dos experts avaliou as apresentações dos projetos pretendentes ao prémio internacional do “Futebol pela Amizade”.
O Campeonato-Online Mundial do “Futebol pela Amizade” decorreu nos dias 7-8 de dezembro. Este ano o Campeonato foi realizado no formato online na base da plataforma digital. Exatamente com este objetivo foi elaborado o simulador multiutilizador de futebol Football for Friendship World.
A Grande Final do “Futebol pela Amizade” decorreu no dia 9 de dezembro.
Ao longo da 8ª temporada do Programa for realizada uma série dos webinars para as crianças dos vários países no âmbito do 75º aniversário da ONU.
Durante a 8ª temporada do Programa, junto com os freestylers do mundo inteiro foi lançado o show semanal “Stadium Is Where I Am” (“O Estádio Fica Ali, onde Eu Estou”). Em cada episódio do show os freestylers ensinaram os Embaixadores Jovens do Programa como é que fazer os truques e no final de cada episódio houve um concurso do melhor desempenho de um truque. O show terminou-se com um workshop-online global, com qual o Programa “Futebol pela Amizade” ficou o recordista do Guinness pela segunda vez por envolver o maior número dos participantes no evento (6 de dezembro de 2020).
Good News Editors (Editora de Boas Notícias) é o show semanal lançado pelos Jornalistas Jovens do “Futebol pela Amizade”, em que os miúdos partilharam as notícias positivas do mundo inteiro com os espetadores.

### Futebol pela Amizade 2021
Em 2021, os eventos finais da nona temporada do «Futebol pela Amizade» foram realizados online na plataforma digital «Futebol pela Amizade» de 14 a 29 de maio de 2021, reunindo mais de 200 países.
A 25 de abril, no Dia Internacional do Futebol e da Amizade, foi realizado o sorteio aberto do campeonato mundial online de «Futebol pela Amizade» 2021.
Como parte da temporada, o Acampamento Online da Amizade Internacional foi realizado com programas educacionais humanitários e esportivos para crianças.
Foi realizado o Fórum Online Internacional «Futebol pela Amizade», onde academias de futebol de todo o mundo apresentaram projetos na área de desenvolvimento do esporte infantil. Com base nos resultados das apresentações, o júri de especialistas determinou os vencedores do Prêmio Internacional «Futebol pela Amizade», que foram academias do Afeganistão, Índia, Sri Lanka e Togo.
O Campeonato Mundial Online «Futebol pela Amizade» foi realizado na plataforma do especialmente desenvolvido simulador de futebol multi-jogador «Futebol pela Amizade». Na final do campeonato venceu a equipe «Argali», composta por crianças de Aruba, Belize, Guatemala, Costa Rica e México.
Os participantes da nona temporada estabeleceram o terceiro Recorde Mundial do Guinness™ para o maior número de visitantes de estádios virtuais do mundo.
A 29 de maio, aconteceu a Grande Final do «Futebol pela Amizade».
«Futebol pela Amizade»: Agência Internacional de Notícias Infantis do UEFA EURO 2020
No âmbito do Campeonato UEFA EURO 2020, o programa «Futebol pela Amizade» lançou a iniciativa do Gabinete Internacional de Notícias Infantis com a participação de Jovens Jornalistas do «Futebol pela Amizade» de 11 países do Campeonato.
Jovens jornalistas participaram de todas as partidas do campeonato em seus países e cobriram-nas para milhões de seus colegas no mundo através do prisma dos Nove Valores compartilhados por milhões de participantes do programa.
Jovens jornalistas foram treinados na Escola dos «Nove Valores» do programa «Futebol pela Amizade». Além dos valores, as aulas focaram nas tendências atuais do jornalismo esportivo e habilidades de jornalismo móvel.

## Campeonato Mundial de Futebol pela Amizade
O torneio internacional infantil de futebol tem lugar no âmbito do programa Futebol pela Amizade. As equipas participantes no campeonato - Equipas da Amizade - são formados a partir de um sorteio aberto. As equipas são organizadas com base no princípio do Futebol pela Amizade: atletas de diferentes nacionalidades, sexo e aptidões físicas jogam na mesma equipa.

## Fórum Internacional Infantil Futebol pela Amizade
No Fórum Internacional Infantil Futebol pela Amizade, jovens participantes reúnem-se com adultos para discutir a promoção e desenvolvimento dos valores do programa em todo o mundo. Durante o Fórum, as crianças encontram-se e falam com os seus pares de outros países, jogadores de futebol famosos, jornalistas e figuras públicas, além de se tornarem jovens embaixadores que, no futuro, continuarão a promover os valores universais entre os seus pares.
Em 2019, o Fórum foi transformado em uma plataforma de troca de experiências entre especialistas da área de esportes e educação.
Em 2020, no âmbito do Fórum, foi lançado o Prêmio Internacional «Futebol pela Amizade».

## Centro de Imprensa Internacional Infantil
Uma característica especial do programa Futebol pela Amizade é o Centro de Imprensa Internacional Infantil. Foi primeiramente organizado no âmbito do programa Futebol pela Amizade de 2014. Os jovens jornalistas no Centro de Imprensa realizam a cobertura dos eventos do programa para os seus países: preparam notícias para a imprensa desportiva nacional e internacional, participam na criação de conteúdos para o canal de TV Futebol pela Amizade, o jornal infantil do Futebol pela Amizade e a estação de rádio oficial do programa. O Centro de Internacional de Imprensa Infantil unifica os vencedores das competições nacionais de Melhor Jornalista Jovem, melhores bloggers, fotógrafos e redatores. Jovens jornalistas do centro de imprensa apresentam a sua visão no âmbito do programa, implementando o formato "crianças falam sobre crianças".

## Dia Internacional do Futebol e da Amizade
Dentro do programa Futebol pela Amizade, o Dia Internacional do Futebol e da Amizade é celebrado no dia 25 de abril. Esta comemoração foi celebrada pela primeira vez em 2014 em 16 países. Neste dia, foram realizados jogos amigáveis, flash mobs, maratonas, aulas de mestres, programas televisivos, sessões de treino abertas ao público, etc. Mais de 50 mil pessoas participaram na comemoração.
Em 2015, o Dia do Futebol e da Amizade foi celebrado em 24 países. Durante o festival, foram realizados jogos amigáveis e outros eventos. Na Alemanha, os jogadores do Schalke 04 realizaram uma sessão de treino aberta. Na Sérvia, foi realizado um programa de TV; na Ucrânia, um jogo entre a equipa de juniores do Volyn FC e crianças inscritas no centro municipal de Lutsk para famílias, crianças e jovens.
Na Rússia, o Dia do Futebol e da Amizade foi celebrado no dia 25 de abril em 11 cidades. Realizaram-se jogos amigáveis em Vladivostoque, Novosibirsk, Ecaterimburgo, Krasnoyarsk, Barnaul, São Petersburgo e Saransk, para relembrar os valores fundamentais do programa. Em Krasnoyarsk, Sochi e Rostov-on-Don, foi realizada a estafeta da amizade  com a participação de atletas que carregaram a Tocha Olímpica de 2014. Em Moscovo, com o apoio da Federação Internacional dos Desportos para Cegos, foi realizado um Torneio para a Igualdade de Oportunidades. No dia 5 de maio, o Dia do Futebol e da Amizade foi celebrado em Níjni Novgorod e em Cazã.
Em 2016, o Dia do Futebol e da Amizade foi celebrado em 32 países. Na Rússia, foi celebrado em nove cidades: Moscovo, São Petersburgo, Novosibirsk, Barnaul, Birobidjan, Irkutsk, Krasnodar, Níjni Novgorod e Rostov do Don. Níjni Novgorod recebeu um jogo amigável para jovens jogadores de futebol  do Volga FC e os jogadores adultos do clube conduziram o aquecimento e o treino das crianças. Num jogo amigável realizado em Novosibirsk contou-se com a participação de crianças com deficiência na equipa da região de Novosbirsk, o Yermak-Sibir.
Em 2017, o Dia do Futebol e da Amizade foi celebrado em 64 países. Jogadores famosos, incluindo o defesa sérvio Branislav Ivanovich e o avançado holandês Dirk Kuyt, participaram em eventos em todo o mundo. Na Grécia, o evento contou com a participação de Teodoras Zagorakis, vencedor do Campeonato Europeu de Futebol em 2014 com a sua seleção nacional. Na Rússia, o Zenit FC recebeu uma sessão de treino aberto dedicada a Zakahr Badyuk, o jovem embaixador do Programa do Futebol pela Amizade em 2017. Durante o treino, o guarda-redes do Zenit FC, Yury Lodygin, elogiou as capacidades de Zakhar e partilhou com ele os segredos de um guarda-redes.

## A Taça dos "Nove Valores"
A Taça dos "Nove Valores" é um prémio do Programa Social Internacional Infantil, Futebol pela Amizade. A cada ano, a Taça é entregue a quem manifestar o maior compromisso com os valores do projeto: amizade, igualdade, justiça, saúde, paz, lealdade, vitória, tradições e honra. Fãs de todo o mundo participaram na escolha do vencedor, mas a decisão final cabe aos participantes no projecto Futebol pela Amizade, por meio de uma votação. Clubes de futebol que são detentores da Taça dos "Nove Valores": Barcelona (Espanha, 2015, 2020, 2021), Bayern (Alemanha, 2016), Al-Wahda (Síria, 2016), Real Madrid (Espanha, 2017), Seleção Brasileira de Futebol (Brasil, 2018), Liverpool (Inglaterra, 2019).

## Pulseira da Amizade
Todas as atividades do programa de Futebol pela Amizade começam com a troca de Pulseiras da Amizade, um símbolo de igualdade e estilo de vida saudável. A pulseira consiste de 2 tranças em azul e verde e pode ser usada por qualquer um que partilhe os valores do programa.
Segundo Franz Beckenbauer
"O símbolo do movimento, uma pulseira bicolor, é tão simples e claro como os valores que alicerçam ao programa Futebol pela Amizade.
Os jovens participantes no programa ataram Pulseiras da Amizade no pulso de desportistas famosos, incluindo: Dick Advocaat, Anatoly Timoshchuk, Luis Netu, Franz Beckenbauer, Luis Fernandev, Didier Drogba, Max Meyer, Fatma Samura, Leon Gorecka, Domenico Krishito, Michel Salgado, Alexander Kerzhakov, Dimas Pirros, Miodrag Bozovic, Adelina Sotnikova e Yuri Kamenets.

## Atividade dos participantes entre as edições
Os jovens jogadores do programa Futebol pela Amizade participam em vários eventos além da edição oficial. Em maio de 2013, os jogadores júnior do clube de futebol Maribor (Eslovénia) realizaram um jogo amigável de beneficiência com crianças do Camboja. No dia 14 de setembro de 2014, em Sóchi, participantes russos do programa falaram com o Presidente Vladimir Putin durante a reunião entre o Presidente da Federação Russa e o Presidente da FIFA, Sepp Blatter. Em junho de 2014, o Presidente francês François Hollande convidou a equipa de Taverni, membro do programa Futebol pela Amizade, para estar presente no Palácio do Eliseu para assistir ao jogo do Campeonato do Mundo da FIFA 2014 entre a França e a Nigéria. Em abril de 2016, Yuri Vaschuk, embaixador do programa Futebol pela Amizade em 2015, encontrou-se com o homem mais forte da Bielorrússia, Kirill Shimko e os jogadores jovens do BATE FC para partilhar experiências sobre a participação no projeto. Yuri Vaschuk presenteou Kirill Shimko com a Pulseira da Amizade, transmitindo-lhe o bastão da promoção dos ideais do projeto: amizade, justiça, estilo de vida saudável.

## Primeiro troféu NFT do mundo para o melhor golo do Campeonato UEFA EURO 2020
Em maio de 2021, a UEFA anunciou o patrocínio da PJSC «Gazprom» para os EURO 2020 e EURO 2024. Os termos da cooperação incluíram a entrega do prémio para o autor do melhor golo da UEFA EURO 2020, que pela primeira vez é entregue na forma de um troféu NFT.
O protótipo físico do prêmio foi criado pelo artista russo Pokras Lampas no estande da Gazprom na fan zone de São Petersburgo na Praça Konyushennaya como uma instalação artística de 432 bolas de futebol com padrões caligráficos.
No troféu digital estão codificados os nomes do Campeonato UEFA EURO 2020, «Gazprom», programa internacional social infantil «Futebol pela Amizade» e os Nove Valores que promove: amizade, igualdade, justiça, saúde, paz, lealdade, vitória, tradição e honra.
A 27 de junho, a instalação artística deixou de existir como objeto físico e passou para o formato NFT. Todas as bolas de futebol foram distribuídas para as 11 cidades-sede do Campeonato Europeu de Futebol de 2020.
No dia 15 de outubro, durante a cerimónia de entrega de prémios, o troféu digital foi entregue a Patrick Schick, o jogador de futebol que marcou o melhor golo do Campeonato UEFA EURO 2020, e à exposição da sede da UEFA (Suíça, Nyon) e da sede da «Gazprom» (Rússia, São Petersburgo) foi entregue um holograma de prêmio.

## Prêmio Internacional «Futebol pela Amizade»
O Prêmio Internacional «Futebol pela Amizade» visa identificar todas as ideias possíveis para o treinamento esportivo, a educação de jovens jogadores de futebol, a cooperação no campo do futebol infantil e a promoção dessas ideias em todo o mundo. O objetivo do Prêmio é chamar a atenção para o desenvolvimento do futebol infantil no contexto da digitalização global e formar uma comunidade de pessoas com interesses semelhantes desenvolvendo essas áreas.

## Academia Internacional «Futebol pela Amizade» para treinadores
A Academia Internacional «Futebol pela Amizade» é uma plataforma educacional online gratuita disponível em vários idiomas, incluindo um conjunto de atividades práticas destinadas a aprimorar as habilidades de treinadores de times de jovens e de seções de futebol, bem como de professores de educação física. O curso da Academia é baseado em conhecimentos, conselhos práticos e recomendações para a organização de treinos, promovendo os valores de um estilo de vida saudável e ativo, bem como o respeito pelas diferentes culturas e nacionalidades entre os jovens jogadores. O curso de treinamento foi desenvolvido pelos autores dos programas educacionais esportivos e humanitários do projeto «Futebol pela Amizade» - líderes do processo educacional e os treinadores da academia do FC Barcelona, especialistas dos programas humanitários da FIFA.

## Acampamento da Amizade Internacional
Um programa educacional no qual os participantes do «Futebol pela Amizade» sob a orientação de mentores profissionais do acampamento passam por treinamento e formação de equipes. A iniciativa ajuda as crianças a se darem bem não só no campo de futebol, mas também na vida real, desenvolver táticas e sentir o ombro de um companheiro de equipe. Parte do acampamento é a Escola dos «Nove Valores», onde os Jovens Participantes aprendem sobre os valores do programa e como aplicá-los no campo e na vida cotidiana.

## Iniciativa Ambiental
Desde 2016, o programa «Futebol pela Amizade» desenvolve a Iniciativa Ambiental todos os anos. Os jovens participantes do programa inauguraram o Jardim da Amizade no Trenno Park de Milão, onde cada uma das 32 seleções internacionais plantou sua própria árvore. A trigésima terceira árvore foi plantada por crianças deficientes da Fundação Don Carlo Gnocchi.
Em 2018, os Jovens Embaixadores do programa aumentaram a consciência pública sobre os animais em extinção. Todos os anos, as equipes da Amizade Internacional recebem o nome de espécies raras de animais ameaçadas de extinção. Também em 2018, durante os eventos finais em Moscou, para os jovens participantes foram organizadas rotas verdes com o uso de ônibus movidos a gás natural.
Em 2020, os Jovens Participantes realizaram o webinar F4F Speaks for Nature sobre sustentabilidade ambiental como parte do Dia Mundial do Meio Ambiente, estabelecido pela ONU.
Em 2021, os Jovens Membros compartilharam com o mundo as maneiras pelas quais cada um de nós pode diariamente ajudar o planeta e lançaram o desafio «Pequenos Passos para Salvar o Planeta».

## Simulador de futebol multi-jogador F4F World
Uma plataforma digital especial criada para o programa «Futebol pela Amizade» reuniu jogadores de todas as idades de 211 países e regiões e tornou-se uma base para competições internacionais, bem como um playground onde todos podem praticar, se reunir em times internacionais mistos e jogar seu jogo favorito no formato «Futebol pela Amizade» sem sair de casa.

## Prémios e Conderações
Em 2021, o «Futebol pela Amizade» tinha mais de 60 prêmios nacionais e internacionais em responsabilidade social, esportes e comunicações, incluindo três títulos GUINNESS WORLD RECORDS™ para maior número de nacionalidades no treinamento de futebol da história, maior número de usuários da história em um evento de futebol online e maior número de usuários em um estádio virtual. Outros prêmios incluem SABRE Awards na seção CSR (EUA), Gold Quill Awards para o melhor projeto social do planeta (EUA), Grand Prix Silver Archer (Rússia), IPRA Awards para a melhor empresa em apoio aos ODS da ONU (Reino Unido), Prêmio Global ICCO para Comunicação Intercultural (Reino Unido) e outros.

Em 2020, a Academia Internacional de Futebol para Amizade para treinadores recebeu os PRNEWS' Platinum PR Awards (EUA) e, em 2021, o programa do YouTube “Stadium is where I am” e “Good News”, organizado por crianças no início da pandemia para apoiar as pessoas em todo o mundo, ganharam o prêmio de Melhor Canal do YouTube.